# برينت تايلور (سياسي)
برينت تايلور هو سياسي كندي، ولد في 4 ديسمبر 1959. انتخب عضو الجمعية التشريعية لنيو برونزويك ‏.